# Загоровский, Владимир Павлович
Влади́мир Па́влович Загоро́вский (1925—1994) — советский и российский историк и краевед, шахматист, деятель советского и международного шахматного движения, мастер спорта СССР (1948), гроссмейстер ИКЧФ (1965), заслуженный мастер спорта СССР (1991). Чемпион Москвы (1952). Председатель Совета по заочным соревнованиям Шахматной федерации СССР (с 1981), вице-президент ИКЧФ (с 1975). Доктор исторических наук (1969), профессор (1970).

## Карьера шахматиста
Чемпион ВС СССР (1951). В чемпионатах Москвы: 1952 — 1-е; 1951 — 2-е. Чемпион мира в игре по переписке (1962—1965). Результаты в других чемпионатах: 5-й (1965—1968) — 4-5-е; 6-й (1968—1971) — 2-е; 7-й (1972—1975) — 3-4-е; 8-й (1975—1980) — 1-2-е (по системе коэффициентов присуждено 2-е место). Победитель международного турнира, организованного шахматной федерацией Швейцарии (1970—1973) и побочного турнира в Гавре (1966); в составе команды занял 1-е место на 3-й и 4-й заочных олимпиадах; 2-е — 5-й олимпиаде.

## Карьера историка
В 1951 году окончил историко-филологический факультет Воронежского государственного педагогического института. Был учеником В. И. Кошелева.
1961 — кандидат исторических наук. Тема диссертации: «Судостроение на Дону в XVII веке и использование Россией донского парусно-гребного флота в борьбе против Крымского ханства и Турции» (Ленинградский государственный университет).
1969 — доктор исторических наук. Тема диссертации: Белгородская черта (Воронежский государственный университет). Диссертация была издана отдельной книгой.
С 1957 года преподаватель, доцент, а с 1970 года — профессор Воронежского университета. В 1971—1992 годах — заведующий кафедрой истории России до-советского периода.
В 1982—1985 годах — председатель Воронежского областного отделения ВООПИиК.
Брат — М. П. Загоровский (1918—1993) — шахматист, мастер спорта СССР.
Сын — историк П. В. Загоровский (1958—2021).

## Память

Мемориальная доска в Воронеже

Мемориальная доска в Воронеже, площадь Ленина, 15.
В г. Воронеже в честь М. П. Загоровского названа новая улица в северной части Центрального района.

## Исторические труды

### Книги
- Загоровский В. П., Олейник Ф. С., Шуляковский Е. Г. История Воронежской области: Учебное пособие для средней школы. — Воронеж: Центрально-Чернозёмное книжное издательство, 1964. — 160 с. — 75 000 экз. (в пер.)
- Загоровский В. П. Как возникли названия городов и сёл Воронежской области. — Воронеж: Центрально-Чернозёмное книжное издательство, 1966. — 112 с. — 7000 экз. (обл.)
- Загоровский В. П., Олейник Ф. С., Шуляковский Е. Г. История нашего края. — Изд. 2-е, исправ. и доп. — Воронеж: Центрально-Чернозёмное книжное издательство, 1968. — 176 с. — 50 000 экз. (в пер.)
- Загоровский В. П. Белгородская черта. — Воронеж: Издательство Воронежского университета, 1969. — 304 с.
- Загоровский В. П. О древнем Воронеже и слове «Воронеж». — Воронеж: Издательство ВГУ, 1971. — 104 с. (обл.)
- Загоровский В. П. Историческая топонимика Воронежского края. — Воронеж: Издательство ВГУ, 1973. — 136 с. — 15 000 экз. (обл.)
- Воронежский край с древнейших времен до конца XVII века: Документы и материалы по истории края / Сост. и автор пояснит. текста проф. В. П. Загоровский. — Воронеж: Издательство ВГУ, 1976. — 192 с. — 5000 экз. (обл.)
- Загоровский В. П. О древнем Воронеже и слове «Воронеж». — Изд. 2-е, исправ. и доп. — Воронеж: Издательство ВГУ, 1977. — 104 с. — 20 000 экз. (обл.)
- Загоровский В. П. Изюмская черта. — Воронеж: Издательство ВГУ, 1980. — 200 с.
- Загоровский В. П. История Воронежского края от А до Я / Рец.: В. П. Лысцов, В. А. Прохоров. — Воронеж: Центрально-Чернозёмное книжное издательство, 1982. — 312 с. — 10 000 экз. (в пер.)
- Загоровский В. П. Воронеж: Историческая хроника. — Воронеж: Центрально-Чернозёмное книжное издательство, 1989. — 255 с. — 10 000 экз. — ISBN 5-7458-0076-3.
- Загоровский В. П. История вхождения Центрального Черноземья в состав Российского государства в XVI веке. — Воронеж: Издательство ВГУ, 1991. — 272 с.
- Воронежская историческая энциклопедия / В. П. Загоровский и др.. — Воронеж: Истоки, 1992. — 252 с.
- Загоровский В. П. Пётр Великий на Воронежской земле: Исторический очерк / Послесл. А. Акиньшина, О. Скобелкина. — Воронеж: Издательство Воронежского университета, 1996. — 168, [16] с. — 5000 экз. — ISBN 5-7455-0792-6. (обл.)

### Статьи
- Загоровский В. П. Донское казачество и размеры «донских отпусков» в XVII веке: Из истории Воронежского края // Труды Воронежского гос. ун-та. — 1960. — Т. 53. Вып. 1.